# Világosító

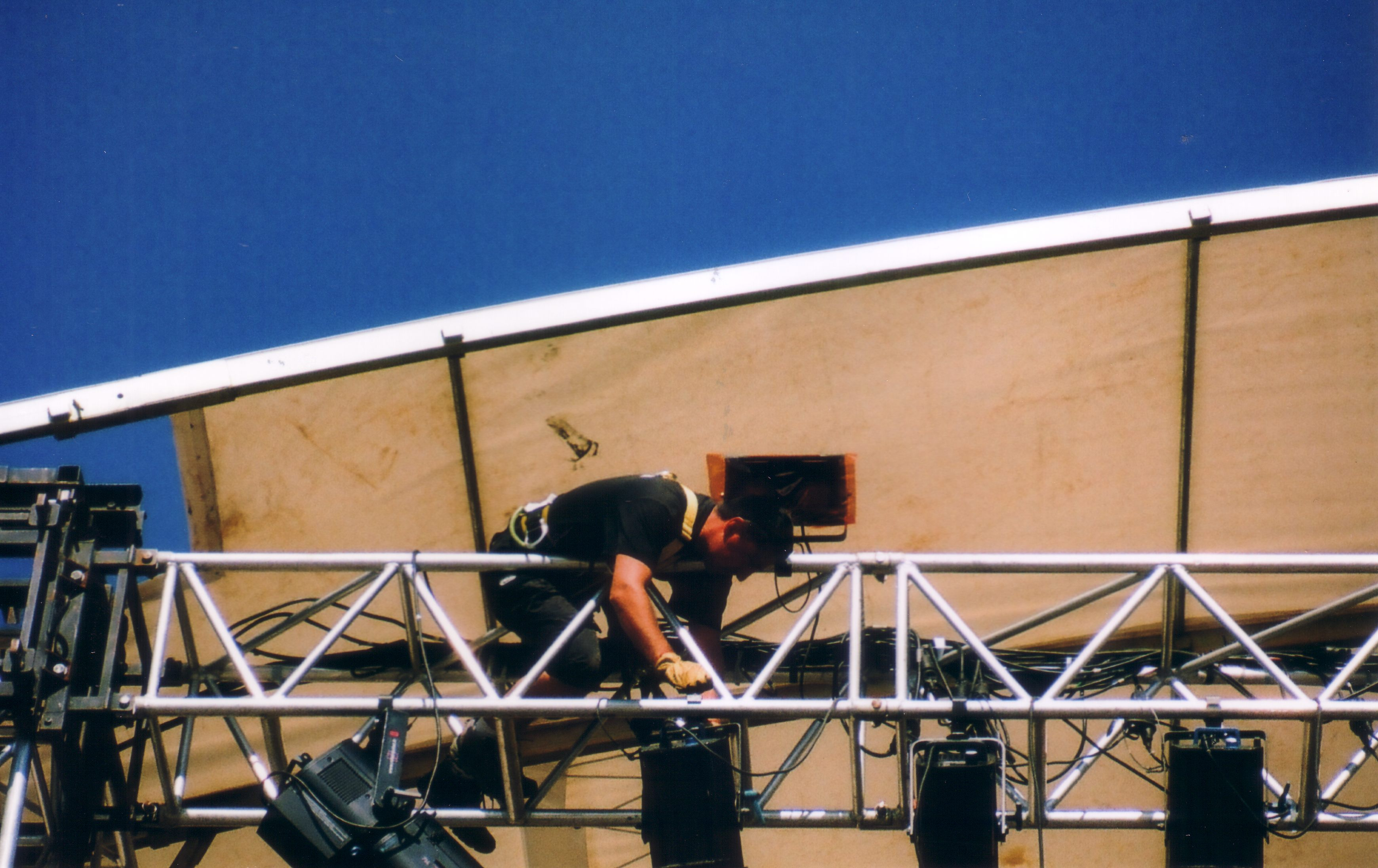
Világosító munka közben Toulouse-ban 2008 nyarán

A világosítók a filmgyártásnál, a televízió műsorkészítésnél és a színházban végzik a tevékenységüket. Lámpák és a lámpákhoz tartozó segédeszközök segítségével a film esetén a kameraképéhez, illetve színháznál a szemhez viszonyítva fényt bocsátanak a szereplőkre illetve díszletre. A fényhatásokkal hangulatot teremtenek a különféle jelenetekhez.

## Filmes világosító
A filmekben dolgozó világosítók a forgatás során használatos lámpákat és ezekhez tartozó technikai berendezéseket összeállítja, üzemelteti (néha javítja). Részben villanyszerelési ismereteket is igényel a munka elvégzése, amikor külső helyszíneken tápkábelt és elosztó szekrényeket kell ideiglenesen telepíteni. Ismernie kell a kameramozgató eszközöket, mert rendszeresen kell fahrt-sínt összeállítania, és a felvétel alatt használnia. Néha kisebb díszlet építészeti munkákat is kell végeznie (bühne munka).
A filmes világosítók általában a munkájukat nem előre telepített, felszerelt műtermekben végzik, ezért munkájuk során nem végleges módon szerelik össze a felszerelést, hanem csak a felvételek idejére állítják össze azt. A világosítók a fővilágosító (gaffer) utasításaira végzik munkájukat, a fővilágosító szoros munkakapcsolatban van a vezető operatőrrel. A fővilágosító és csapata a vezető operatőr művészi elképzeléseit valósítja meg a gyakorlatban,

### Fővilágosító
A fővilágosító (angolul gaffer) felelős a filmgyártásban vagy televízió műsorkészítésnél a különböző helyszínek bevilágításáért, szoros kapcsolatban van az operatőrrel, helyszíni szemlét tart vele, majd megbeszélés alapján világításai tervet készít. A forgatási napokra beosztja a világosítókat, meghatározza a világítási eszközparkot. Megtervezi az elektromos energia hálózatot a forgatás idejére. Előtervezi a következő napok forgatási metódusát és kiadja a munkát az asszisztensének, a best boy-nak.

### Best boy
Nagyobb stábot kialakító és több hétig tartó filmforgatások alkalmával fontos szerepe van a best boynak a világosítási munkák leszervezésében. A fővilágosító tervei alapján összeállítja a forgatáshoz szükséges eszközök listáját (lámpák, állványok, kábelek, elosztók, korrekciós és színező fóliák, egyéb eszközök), összefogja a többi világosító munkarendjét, szétosztja köztük a munkát. Irányítja a raktári, szállítási és helyszíni munkákat, főleg a szervezési oldalról. Előkészíti a következő napi munkafolyamatokat.

## Színházi világosító
Legjelentősebb különbség filmes, televíziós világosításhoz képest hogy a színházi előadások világítását az emberi szemhez kell beállítani, nem kamerához készül amelyhez más fényerősség, kontrasztarány szükséges. 
A színházakban és más hasonló állandószínpaddal rendelkező játszóhelyeken a színpadvilágításhoz használt lámpa állomány túlnyomó része általában fixen rögzített. Az adott díszlet igényei szerint helyeznek el vagy készítenek még egyedi világítótesteket. Előadásonként a fővilágosító irányításával állítják be az egyes lámpák világítási irányát, színét stb. A különböző szerelési munkálatok után a fényvezérlő pulton szabályozzák a lámpák működtetését az előadás jelenetei során.